# Urbanistik
Die Urbanistik oder Stadtforschung ist ein interdisziplinäres Forschungsfeld, das sich der Erforschung und Beschreibung von Städten unter sozialen, geographischen, historischen, ökologischen und städtebaulichen Gesichtspunkten widmet. Auch politische, wirtschaftliche und kulturelle Strukturen stehen im Forschungsinteresse. Damit vereint die Urbanistik Aspekte der Natur-, Ingenieurs- und Geisteswissenschaften.

## Fragestellungen
Ausgehend von der heuristischen Annahme einer Differenz urbaner Lebensformen, die von bäuerlichen oder ländlichen abgegrenzt werden können, erforscht die Urbanistik ganz allgemein Orte von höchster Bevölkerungsdichte, urbaner Landnutzung und urbaner Vergesellschaftung. Mit der zunehmenden Verstädterung der Weltbevölkerung im globalen Maßstab und der gleichzeitigen Desurbanisierung in den Industrienationen nehmen urbanistische Fragestellungen einen immer größeren Raum ein. Im deutschen Sprachraum werden unter Urbanistik mehrheitlich diese theoretischen Fragestellungen verstanden. Dagegen sind Begriffe wie englisch urbanization, französisch urbanisme, spanisch urbanismo zudem meist noch konkret-praktisch intendiert und umfassen die Zusatzbedeutung des deutschsprachigen Städtebaus und der Stadtplanung.
Typische Fragestellungen der Urbanistik betreffen die räumliche und soziale Organisation innerhalb von Städten und ihre Rolle als Fix- oder Knotenpunkte innerhalb der sich globalisierenden Informations- und Kapitalflüsse. Partizipierende Fachrichtungen sind beispielsweise:
- Architektur
- Kulturwissenschaftliche Stadtforschung[1]
- Städtebau (Stadtbaugeschichte)
- Stadtethnologie
- Stadtgeographie
- Stadtgeschichte
- Stadtplanung, Stadtentwicklung
- Stadtsoziologie
- Stadtökologie

## Urbanismus
Unter dem Schlagwort Urbanismus wird eine Reihe heterogener Konzepte der Urbanistik zusammengefasst, die jeweils versuchen, dem Phänomen „Stadt“ als Ganzem Rechnung zu tragen. Darüber hinaus greifen architekturtheoretische Programmatiken wie etwa der new urbanism den Begriff auf, um mit ihm eine Reihe stadtplanerischer Forderungen zu bündeln. „Urbanismus“ ist also immer doppelt zu verstehen: einerseits sozialwissenschaftlich-deskriptiv, andererseits ästhetisch-normativ.

### Begriffsgeschichte
Urbanitas bezeichnet in der antiken Rhetorik zunächst eine stilistische Qualität, nämlich den scharfsinnigen, eleganten und witzigen Ausdruck, der das Raffinement der griechisch-römischen Stadtkultur widerspiegelt. Dieser Hintergrundaspekt rückte, geschichtlich betrachtet, immer weiter in den Vordergrund. In der Aufklärung, besonders bei den Autoren der Enzyklopädie, wird mit urbanité noch das alte Stilideal gekennzeichnet, schon aber auch die „Höflichkeit in der Sprache, im Geist und den Sitten“ assoziiert. Immanuel Kant lobt an den bildenden Künsten, dass sie die „Urbanität der bildenden Erkenntniskräfte“ fördern und somit zu einer Veredelung der Lebensformen beitragen.
„Urbanität“ bezeichnet schließlich das ästhetische Ideal sozialen Lebens schlechthin. Dieser Aspekt wird mit der Bevölkerungsexplosion in den Städten seit der industriellen Revolution allerdings zentral.
Der Term Urbanismus geht letztlich auf Ildefonso Cerdá zurück (Teoría general de Urbanización, 1867): Er begegnete dem theoretischen Problem, für die europäischen Städte zu einer Form der Planung zu finden, die weder auf die impraktikabel gewordenen Architekturtheorien des Barock, noch auf die schachbrettförmig geplanten kolonialen Siedlungen in Nordamerika rekurriert.
Im 20. Jahrhundert wird der Begriff bald unter den Disziplinen aufgeteilt: In der Soziologie firmiert er besonders in der sogenannten „Chicagoer Schule“, wo er einen zu höherer Sittlichkeit und Moral führenden Modus der Vergesellschaftung in der modernen Metropole bezeichnet. In der Architektur wirken vor allem die programmatischen Schriften Le Corbusiers.

### Postmoderne
Das Leben in der Stadt als spezifische Lebensform wird bei Jean-Francois Lyotard als gescheitertes Projekt der Moderne avisiert: Postmodernes Denken sei nur mehr in den Randzonen der Städte möglich, weil die urbanistische Utopie, eine Kultur für das Volk zu erzeugen, gescheitert sei. Städte sieht Lyotard lediglich als touristische Museen einer bereits obsoleten Lebensform. Roland Barthes gibt in L'empire des signes (1970) durch einen Vergleich Tokios mit westlichen Städten: Der dezentralen Struktur Tokios stellt er die klassisch zentralistische Ordnung europäischer Städte gegenüber, die für ihn das aporetische Grundmuster westlicher Metaphysik, die Dialektik von Zentrum und Peripherie, repräsentiert.
In The Ordinary City (1997) behaupten die beiden Geographen Ash Amin und Stephen Graham, dass die „Stadtlandschaft“ (urbanscape) als ein Ort multipler, sich überlagernder Räume, Zeiten und Beziehungsgeflechte verstanden werden müsse, die Orte und Subjekte in globalisierte Netzwerke wirtschaftlichen, sozialen und kulturellen Wandels integrierten.

## Aus- und Weiterbildung
Urbanistik kann an der Bauhaus-Universität Weimar im Bachelor und Master studiert werden. Bereits seit 1999 wird hier der interdisziplinäre und internationale Master Europäische Urbanistik angeboten. An der Fakultät für Architektur der Technischen Universität München wird seit 2011 der Masterstudiengang Urbanistik – Landschaft und Stadt (konsekutiv für Architekten, Landschaftsarchitekten, Raumplaner) angeboten.
An der TU Darmstadt kann im Master-Studiengang Geschichte der Schwerpunkt Technik – Umwelt – Stadt studiert werden, der sich mit Urbanistik aus historischer und ökologischer Perspektive beschäftigt. Zudem bestand dort bis 2013 ein LOEWE-Forschungsschwerpunkt, der sich mit der „Eigenlogik der Städte“ auseinandersetzte. Getragen wurde er von der Soziologin Martina Löw, dem Architekturhistoriker Werner Durth und dem Geschichtswissenschaftler Dieter Schott sowie weiteren Professoren benachbarter Disziplinen.
Die Klasse Brandlhuber arbeitet an der AdbK Nürnberg unter dem Namen „Architektur- und Stadtforschung“.
Die Technische Universität Berlin bietet jedes Jahr 30 Studierenden die Möglichkeit, ihren Masterabschluss im Rahmen des Masterstudiengangs „Historische Urbanistik“ am Center for Metropolitan Studies (CMS) zu erwerben. An der Universität für angewandte Kunst Wien gibt es seit 2012 das Masterstudium Social Design Arts as Urban Innovation und an der Universität Duisburg-Essen gibt es zudem den interdisziplinären Studienschwerpunkt Urbane Systeme.

## Wichtige Vertreter und Werke der Urbanistik
Weitere Werke, die der Urbanistik zugeordnet werden können:
- Die Großstädte und das Geistesleben (Georg Simmel, 1903)
- The Spirit of Youth and the City Streets (Jane Addams, 1907)
- The City: Suggestions for the Study of Human Nature in the Urban Environment (Robert E. Parks, 1915)
- Vom Blockhaus zum Wolkenkratzer (Lewis Mumford, 1925)
- The Ghetto (Louis Wirth 1928)
- Urbanism as a Way of Life (Louis Wirth, 1938)
- Human Communities: the City and Human Ecology (Robert E Parks, 1952)
- Das Bild der Stadt (Kevin Lynch, 1960)
- Die Stadt. Geschichte und Ausblick (Lewis Mumford, 1963)
- On Cities and Social Life (Louis Wirth, 1964)
- Tod und Leben großer amerikanischer Städte (Jane Jacobs, 1963)
- Urban Place and the Non-Place Urban Realm (Melvin M. Webber, 1964)
- Die Unwirtlichkeit unserer Städte. Anstiftung zum Unfrieden (Alexander Mitscherlich, 1965)
- Das Recht auf Stadt (Henri Lefebvre, 1968)
- The Economy of Cities (Jane Jacobs, 1970)
- Dilemmas in a General Theory of Planning (Melvin M. Webber und H.W.J. Rittel, 1973)
- Die Revolution der Städte (Henri Lefebvre, 1970)
- Social Justice and the City (David Harvey, 1973)
- Die Geschichte der Stadt (Leonardo Benevolo, 1975)
- What time is this Place? (Kevin Lynch, 1976)
- Architektur und Städtebau des 20. Jahrhunderts (Vittorio Magnago Lampugnani, 1980)
- Cities and the Grassroots: A Cross-Cultural Theory of Urban Social Movements (Manuel Castells, 1983)
- Gentrification of the City (Neil Smith und Peter Williams, 1986)
- Visions of the Modern City: Essays in History, Art, and Literature (William Sharpe und Leonard Wallock, 1987)
- The Informational City: Economic Restructuring and Urban Development (Manuel Castells, 1989)
- The Urban Experience (David Harvey, 1989)
- Stadtverfall und Stadterneuerung (Elisabeth Lichtenberger, 1990)
- Chinatown. The Socioeconomic Potential of an Urban Enclave (Min Zhou, 1995)
- Social Polarization in Post-Industrial Metropolises (Jürgen Friedrichs, 1996)
- Die Städte in den 90er Jahren. Demographische, ökonomische und soziale Entwicklungen (Jürgen Friedrichs, 1997)
- The New Urban Frontier: Gentrification and the Revanchist City (Neil Smith, 1996)
- Planning as Persuasive Storytelling (James A Throgmorton, 1996)
- On the Plaza: The Politics of Public Space and Culture (Setha M. Low und Neil Smith, 2000)
- Cities and Social Theory (Manuel Castells, 2001)
- Raumsoziologie (Martina Löw, 2001)
- The Rise of the Creative Class (Richard Florida, 2002)
- New Globalism, New Urbanism: Gentrification as Global Urban Strategy (Neil Smith, 2002)
- Living in Poverty Neighbourhoods, European and American Perspectives (Jürgen Friedrichs, 2005)
- Rethinking Urban Parks: Public Space and Culture Diversity (Setha M. Low, 2005)
- Endgame of Globalization (Neil Smith, 2005)
- Die Eigenlogik der Städte (Helmut Berking, Martina Löw, 2008)
- Der Urbane Code Chinas (Dieter Hassenpflug 2008)
- Die Stadt. Von der Polis zur Metropolis (Elisabeth Lichtenberger, 2011)
- Leben zwischen Häusern. Konzepte für den öffentlichen Raum (Jan Gehl, 2012)
- Rebel Cities: From the Right to the City to the Urban Revolution (David Harvey, 2013)
- Toward an architecture of Enjoyment (Henri Lefebvre, 2014)
- Städte für Menschen (Jan Gehl, 2015)
- Leben in Städten: Wie man den öffentlichen Raum untersucht (Jan Gehl, 2016)
- Die Stadt von der Neuzeit bis zum 19. Jahrhundert. Urbane Entwürfe in Europa und Nordamerika (Vittorio Magnago Lampugnani, 2017)
- Stadtforschung als Gesellschaftsforschung. Einführung in die Kulturanalyse der Stadt. Bielefeld, transcript Verlag. (Johanna Rolshoven, 2021)